# Káfé Főnix
A Káfé Főnix internetes irodalmi és fotóművészeti lap az erdélyi magyar irodalom és fotóművészet terjesztéséért.

## Története, céljai
2010-ben indult ezen a néven, de voltak előzményei: Café Stockholm-Toronto (Jani István), Café Kék Cenk (Tóásó Áron), Transylvania.org (Aradi József), Transycan  (Horváth Sz. István).  A Magyar Emberi Jogi Alapítvány (HHRF) szerverén kapott helyet.

„A Káfé nyitott: „be lehet ülni” és „felolvasni” egy saját szöveget. „Meghallgatni” másokat. Véleményt nyilvánítani. Célunk, ha mégis lenne, hallgatólagosan elfogadott: a szó meg a kép tisztelete, vagyis az igazságkeresés. Az alkotás öröme. A jelenlét.”

## Szerkesztőség
Felelős szerkesztője kezdetektől Gergely Tamás, a fotókat és a verseket Cseke Gábor kezelte, alapító szerkesztője volt  Debreczeni Éva. 2023-tól egyedül Gergely Tamás szerkeszti a webmester Horváth Sz. István (becenevén Moshu) segítségével.